# Miagrammopes latens
Miagrammopes latens es una especie de araña araneomorfa del género Miagrammopes, familia Uloboridae. Fue descrita científicamente por Bryant en 1936.
Habita en Cuba y La Española.